# Tacinga palmadora
Tacinga palmadora ist eine Pflanzenart aus der Gattung Tacinga in der Familie der Kakteengewächse (Cactaceae). Das Artepitheton palmadora verweist auf den portugiesischen Trivialnamen „Palmatória“. Weitere portugiesische Trivialnamen sind unter anderen „Palma de Espinhos“, „Quipá de Espinho“, „Palmatória de Quipá“ und „Rabo de Onça“.

## Beschreibung
Tacinga palmadora wächst aufrecht strauchig, ist dicht oder offen verzweigt und bleibt meist niedrig, erreicht aber auch Wuchshöhen von bis zu 5 Metern. Häufig wird ein deutlicher, stark bedornter Stamm von bis zu 9 Zentimetern Durchmesser ausgebildet. Die Triebe sind in schmal längliche, dünne, etwas höckerige Segmente gegliedert. Die Segmente sind 10 bis 16 Zentimeter lang und 3 bis 8 Zentimeter breit. Die auf den Trieben befindlichen weißen Areolen sind mit braunen Glochiden besetzt. Es sind 1 bis 4 (selten bis 6) gelbe, bis 3 Zentimeter lange Dornen vorhanden, die im Alter weißlich werden.
Die Blüten sind ziegelrot bis leuchtend rot. Ihre Blütenhüllblätter sind aufrecht bis etwas ausgebreitet. Das Perikarpell ist kreiselförmig. Die kreiselförmigen bis verkehrt eiförmigen Früchte sind grünlich bis rötlich oder purpurfarben. Sie sind 4 bis 5 Zentimeter lang und enthalten 3 bis 5 Samen.

## Verbreitung, Systematik und Gefährdung
Tacinga palmadora ist im Nordosten Brasiliens auf sandigen oder steinigen Untergrund in der Caatinga-Vegetation in Höhenlagen von 200 bis 1000 Metern weit verbreitet.
Die Erstbeschreibung als Opuntia palmadora erfolgte 1919 durch Nathaniel Lord Britton und Joseph Nelson Rose. Nigel Paul Taylor und Wolfgang Hermann Stuppy stellten die Art 2002 in die Gattung Tacinga.
Tacinga palmadora wird in der Roten Liste gefährdeter Arten der IUCN als „Least Concern (LC)“, d. h. nicht gefährdet, eingestuft.

## Nachweise